# Karl Marx
Karl Heinrich Marx (født 5. maj 1818 i Trier, død 14. marts 1883 i London) var en tysk filosof, sociolog og politisk økonom.
Karl Marx er kommunismens mest indflydelsesrige teoretiker, hvis tanker har præget arbejderbevægelserne verden over i 1800-tallet og 1900-tallet. Filosofi, litteraturvidenskab, samfundsvidenskab og økonomi er blevet påvirket af ham.
Marx var, sammen med Friedrich Engels, grundlægger af hvad han selv kaldte den videnskabelige socialisme. Denne socialisme havde en økonomisk og sociologisk teori for den historiske udvikling. Marx påstod i denne teori, at samfundene udvikler sig som et resultat af samfundsklassernes indbyrdes kampe om magten.
Denne udvikling vil ifølge teorien nå sit højeste stadium med det kommunistiske samfund, hvor proletariatet (de besiddelsesløse, arbejderklassen) vil have erobret magten over produktionsmidlerne og stillet dem i hele befolkningens tjeneste. Arbejderklassen vil afskaffe klassesamfundet. Dermed vil alle mennesker være lige, så alle kan udfolde sig frit, og ingen vil blive udsat for udbytning eller undertrykkelse.
Den såkaldt videnskabelige socialisme er i eftertiden kendt under betegnelsen marxisme, et udtryk som Karl Marx dog aldrig selv anvendte.

## Filosofi

### Klasseteori
Ifølge Marx er der to hovedklasser i samfundet: borgerskabet og proletariatet. Borgerskabet, som Marx kalder "den herskende klasse", ejer produktionsmidlerne (jord, fabrikker, maskiner, osv.). Samfundet er struktureret efter borgerskabets interesser.
Proletariatet er dem, der ikke ejer produktionsmidlerne (arbejderne). De er derfor tvunget til at udføre lønarbejde for at tilfredsstille deres livsfornødenheder. Marx omtaler lønarbejde som en skjult form for "tvangsarbejde".
Borgerskabet udbytter proletariatet, idet det ikke lader arbejderne få det fulde økonomiske udbytte af deres indsats (se merværdi). Denne konflikt vil blive større og større gennem kriserne og vil ultimativt forandre verden, når proletariatet gør oprør. Proletariatets oprør skal grundlæggende bygge på solidaritet mellem de enkelte medlemmer af arbejderklassen.
Formelt er alle medlemmer i det borgerlige samfund frie og har lige rettigheder. Men i virkeligheden kan proletarerne kun vælge, hvem de sælger deres arbejdskraft til, dvs. hvilke lænker de lader sig binde af. Så længe den borgerlige ejendomsret til produktionsmidlerne hersker, betyder juridisk lighed nødvendigvis social ulighed.

### Basis og overbygning
Marx opdeler samfundet i basis og overbygning. Basis er de økonomiske og materielle forhold, som præger samfundet. Basis omfatter således råstoffer, produktionsforhold, arbejdsmarkedsforhold (f.eks. arbejdstiden), lønforhold (f.eks. lønforskelle) og ejendomsforhold (f.eks. den private ejendomsret). Den kapitalistiske økonomi og magtforholdet mellem borgerskabet og proletariatet (arbejderklassen) hører til i basis.
Overbygningen er samfundets "bevidsthedsformer". Det er de forskellige ideologier, tanker og idealer, der er fremherskende i samfundet. Det kan for eksempel være et politisk ideal som nationalisme eller et religiøst ideal som pietisme (fromhedsreligiøsitet).
Overbygningen er med andre ord den tænkning, der er fremherskende i et givet samfund på en given tid. Den udgøres af alle de bevidsthedsformer, der findes inden for områder som jura, politik, religion, kunst og filosofi.
Marx siger, at der i det borgerlige samfund hersker en ideologi, der legitimerer den herskende klasse ved at fremstille den eksisterende magtfordeling som naturlig og naturgiven. Borgerskabets tanker bestemmer den offentlige mening og ideologi: "En tids herskende ideer er altid kun den herskende klasses ideer."  Hvis mennesket er underlagt den herskende (borgerlige) ideologi, ser det ikke sine "virkelige" (objektive) interesser. Mennesket har en "falsk bevidsthed".
Kultur, politik og ideologi er i høj grad grad bestemt af basis, siger Marx. Det er forholdene i basis, der bestemmer, hvordan overbygningen bliver. Når menneskenes tilværelse i samfundets basis ændres, ændres deres bevidsthed (forestillinger, meninger) også.
Et eksempel: I 1700-tallet kæmpede det feudale samfund sin dødskamp mod borgerskabet, der dengang var revolutionært. Det borgerlige samfund var på fremmarch. Det borgerlige samfund var blandt andet kendetegnet ved den frie konkurrence. Disse ændringer i samfundets basis bevirkede, at samfundets overbygning ændrede sig. Nu blomstrede ideerne om frihed til at tænke og tro, som man vil (ideer, der var karakteristiske for oplysningstiden i 1700-tallet). Disse ideer var altså et produkt af et bestemt fænomen i basis: den frie konkurrence.
Overbygningen virker dog også tilbage på basis. Bevidstheden kan også ændre forholdene i basis. Muligheden for at lave revolution er netop baseret på menneskets frihed til bevidst at omforme samfundsforholdene i stedet for at lade sig dominere af dem.

### Religionskritik
Ifølge Marx er religion en form for ideologi og dermed en del af samfundets overbygning. Religionen er derfor et produkt af nogle bestemte forhold i samfundets basis. Disse forhold er: økonomisk ulighed, økonomisk undertrykkelse og den herskende klasses udbytning af arbejderklassen (proletariatet). Den ene del af samfundet udnytter den anden. Disse forhold i basis skaber religionen. En fordrejet verden producerer en fordrejet bevidsthed. Som Marx udtrykte det: "Mennesket skaber religionen, religionen skaber ikke mennesket." 
Det undertrykte menneske skaber religionen for at finde trøst i en indbildt himmelsk verden. Det søger trøst for al den undertrykkelse og elendighed, det møder i verden. Religionen gør det muligt for det undertrykte menneske at udholde sin elendige situation - ligesom opium gør det muligt for den syge at udholde sin smertefulde situation. Imidlertid er religion ikke kun bedrag, men er også et udtryk for en sandhed om det undertrykte menneske. Marx udtrykker det på denne måde:
"Den religiøse elendighed er på samme tid udtrykket for den virkelige elendighed og protesten mod den virkelige elendighed. Religionen er den betrængte skabnings suk, en hjerteløs verdens hjertelag, ligesom den er åndløse tilstandes ånd. Den er folkets opium." 
Både religion og opium skaber illusioner. Den trøst, de giver, er illusorisk og falsk. Begge tilslører tingenes virkelige tilstand. Religionen får for eksempel det undertrykte menneske til at tro på illusioner som en Gud i himlen eller et liv efter døden, hvor samfundets uretfærdighed udlignes. Derved afledes dets opmærksomhed fra at forsøge at ændre den undertrykte situation. Religionen får mennesket til at søge en illusorisk lykke i himlen, så det glemmer at søge sin virkelige lykke i samfundet.
Religionen skal derfor kritiseres. Den skal afsløres som en illusion. Afsløringen af folkets illusoriske lykke skal bane vejen for dets virkelige lykke. Folkets virkelige lykke er den lykke, det finder i samfundet.
Marx var i sin religionskritik påvirket af den tyske filosof Ludwig Feuerbach.

### Dialektisk materialisme
Marx var påvirket af den indflydelsesrige tyske filosof Hegel med hensyn til den dialektiske metode til at forstå historiens gang. Ifølge Hegel forløber historien dialektisk. Det vil sige: Alting udvikler sig gennem modsætninger eller modsigelser. Denne udvikling kan beskrives ved hjælp af skemaet tese – antitese – syntese. Der begyndes med en tese (et begreb, et synspunkt eller et fænomen). Tesen fører til sin modsætning – antitesen. Ud af antitesen vokser syntesen, der både ophæver tesen og antitesen og samtidig indeholder noget fra dem begge. Syntesen bliver derefter – på et højere niveau - til en ny tese, som afføder en antitese, som afføder en syntese, osv. Se figuren.
Karl Marx overtager Hegels dialektiske metode til at forstå historien. Han bruger den for eksempel på de indbyrdes konflikter mellem samfundsklasserne. Han mener, at historiens udvikling skyldes materielle forhold, herunder økonomiske forhold. Udviklingen skyldes ikke en "verdensånd", som Hegel mener.
En pointe hos Hegel er, at en åndelig virkelighed - verdensånden - ”kommer først”. Denne åndelige virkelighed er overordnet den materielle og samfundsmæssige virkelighed, og den bestemmer, hvordan historien forløber. Marx vender denne historieopfattelse ”på hovedet” og siger, at det er de materielle forhold, der bestemmer hvordan verden og dens udvikling forløber. Det er ikke verdensånden, der er det grundlæggende, siger han. Tværtimod: Det er det materielt-økonomiske og arbejdet, der danner grundlaget for alt andet, herunder klassekampen. „Historien om alle hidtidige samfund er historien om klassekampe,“ sagde han. Her ses forskellen på Hegels idealisme og Marx´ materialisme.
Som et eksempel på historiens dialektiske forløb kan nævnes udviklingen fra Det feudale samfund over det borgerlige (kapitalistiske) samfund til det kommunistiske samfund. Her er den første tese det feudale samfund. Antitesen hertil er borgelig revolution. Borgerskabet omstyrtede med revolutionære midler monarkerne og adelen og satte den nuværende borgerlige stat i deres sted. Kendte borgerlige revolutioner er den amerikanske revolution (eller uafhængighedskrigen) (1776) og den franske revolution (1789). Syntesen var det borgerlige samfund, der sikrede den private ejendomsret.
Det borgerlige samfund blev nu til en ny tese. Antitesen hertil er den klassekamp og revolution, som bliver affødt af den uretfærdighed, der ligger i det borgerligt-kapitalistiske samfund. Revolutionen fremmes af det borgerlige (kapitalistiske) samfunds iboende love om en stigende koncentration af magt og kapital. Revolutionen medfører syntesen: Det kommunistiske klasseløse samfund. Det er endemålet. Her slutter dialektikken.

### Økonomi

#### Fremmedgørelse
Marx' fremmedgørelsesteori bygger på Feuerbachs tanker. Ifølge Feuerbach er Gud menneskeskabt, men får så at sige sit eget liv og bliver derved fremmed for mennesket. Marx siger, at der sker en lignende fremmedgørelse på arbejdspladsen: Den store arbejdsdeling gør produktionen så kompleks, at den får sit eget liv og kommer til at bemægtige sig menneskets daglige handlinger. Fremmedgørelse sker også på markedet. Dér får varen sit eget liv, og det omtaler Marx som varefetichisme.
Den økonomiske betydning af ordet fremmedgørelse er for Marx især, at producenten (arbejderen) ikke ejer produktionsmidlerne (maskiner, bygninger mv.). Den brede samfundsmæssige betydning af ordet er, at "...sammenhængen i totalproduktionen påtvinger sig produktionsagenterne (arbejdere og kapitalister) som en blind lov, ikke som en lov, som de kollektivt har erkendt og kollektivt behersker, og som bringer produktionsprocessen under deres fælles kontrol." Hans betragtning har mange ligheder med Adam Smiths "usynlige hånd".  Men hvor Smith så den usynlige hånd som udtryk for en harmonisk og i det væsentlige selvregulerende dynamik, ser Marx en kapitalisme, der er præget af indre modsætninger, som især i tilstande af økonomisk krise producerer destruktive resultater.

#### Merværdi
Merværdi er forskellen på den værdi, som arbejderen frembringer ved sit lønarbejde, og den værdi, som han modtager som betaling for kapitalistens brug af hans arbejdskraft (hans løn). Arbejderen arbejder således et antal timer gratis for kapitalisten, da produktet er mere værd end det, som kapitalisten betaler ham i løn. Merværdien bruges til kapitalistens øvrige produktionsudgifter, f.eks. køb af maskiner, køb af råvarer, mm. Resten er kapitalistens personlige profit. 
Hos Marx er der forskel på begreberne merværdi og profit. Merværdien er kapitalistens fortjeneste i forhold til den løn, som han udbetaler til arbejderen. Profitten er hans fortjeneste i forhold til den samlede kapital, som han oprindeligt har investeret (prisen på byggegrunde, bygninger, maskiner, råvarer, mv.)

#### Arbejdsværdilæren, varens dobbeltkarakter og profittens oprindelse
Marx’ teori om merværdi bygger på arbejdsværdilæren, som han overtager fra de klassiske økonomer Adam Smith og David Ricardo. Varen, der for Marx er kapitalismens mest grundlæggende bestanddel, har en dobbeltkarakter. Den har en nytte og en værdi. Nytten er den grad af behovstilfredsstillelse, som forbruget af varen giver, mens værdien er den mængde arbejde i bred forstand, som er brugt til dens fremstilling. Jævnfør Adam Smiths paradoks om vand og diamant. Vand er nok nyttigere end diamanter, men kræver ikke en stor mængde arbejde at fremstille, og derfor er der en stor prisforskel på vand og diamanter.

#### Marx’ kriseteori
Marx er en af de første til at anføre, at krisen er indbygget i det kapitalistiske system. I modsætning til de generelle ligevægtsteorier, der antager, at markedet af sig selv etablerer ligevægt, hævder Marx, at markedet styrer mod en uligevægt, der kun voldsomt kan forløses i krisen. Han tager udgangspunkt i forholdet mellem den "døde kapital" (penge) og den "levende kapital" (arbejdskraften), hvor konkurrencen tvinger kapitalisterne til at øge den døde kapital.
I højkonjunkturen sker der en overophobning af død kapital. Derved skævvrides forholdet mellem den døde kapital og den levende kapital. Når krisen så kommer, sker der en voldsom nedskrivning af den døde kapital. Konkurser er det voldsomste udtryk herfor. Den kapital, der tidligere var bogført til en milliard, sælges nu for en million. Virksomhedslukninger og frisætning af arbejdere (arbejdsløshed) er den måde, hvorpå det kapitalistiske samfund omfordeler ressourcerne mellem samfundets forskellige sektorer i forbindelse med en krise.
Marx adskiller sig fra andre (borgerlige) økonomer ved at hævde, at denne proces ikke sker glidende, men i ryk (i kriser) og er alt andet end fredelig. Fordi den teknologiske udvikling bevirker, at den døde kapital kan ophobes stadig mere, vil hver krise med tiden blive dybere end den forgående, forudsiger Marx. Til sidst vil krisen udløse en revolution, der resulterer i det kommunistiske samfund.
Uddybende artikel: profitraten

## Baggrund og opvækst

### Familien og byen
Karl Marx blev født i 1818 på Brückergasse 664 i Trier som den tredje i rækken af en søskendeflok på syv børn efter det velstående ægtepar Heinrich Marx (1777–1838) og Henrietta Marx (født Presborck, 1788–1863). Faren var advokat og i en periode formand for byens advokatforening. Han nedstammede fra en slægt med en lang række af rabbinere og forretningsmænd. Familienavnet var oprindelig Marx Levi. 
Trier, Tysklands ældste by, var blevet til en af Tysklands mest kosmopolitiske byer. Dette kan blandt andet blevet forklares med reformer og impulser fra tiden 1794-1814 hvor Frankrig styrede Tyskland vest for Rhinen. Dengang var Trier (Trèves) departementshovedstad i det franske departement Sarre.
Områderne omkring Trier oplevede nedgangstider på grund af flere års fejlslagen vinhøst. En fjerdedel af befolkningen overlevede med hjælp fra fattigdomskassen, og Henri de Saint-Simons (1760–1825) og Charles Fouriers (1772–1837) socialistiske teorier vandt en del indpas.
I 1816 (eller måske 1817) konverterede faren fra jødedommen til luthersk kristendom, og ændrede samtidig navn fra "Hirschel Ha Levi" til "Heinrich Marx". Egentlig tenderede farens livsanskuelse mod deismen, og han følte sig tiltrukket af oplysningstidens skikkelser som Voltaire (1694–1778) og Rousseau (1712–1778). Når han gik over til kristendommen, var det fordi det ikke ville have været muligt at fortsætte som justitsråd, hvis han forblev jødisk. Dette embede havde han fået under napoleonstiden, men i 1815 var Trier blevet prøjsisk.
Nu var Rhinlandet, hvor Trier er beliggende, et overvejende katolsk område. Men luthersk kristendom (i Preussen forbundet med den reformerte kalvinisme) var statskirke i Preussen og således den foretrukne trosretning i den prøjsiske forvaltning. Det indebar dermed klare fordele for ham at tilhøre denne statsbærende konfession. Katolikker blev diskrimineret i Preussen og havde ingen udsigter til ansættelser i embedsværket eller i en række andre offentlige stillinger.
Hans kone Henrietta, Marx' mor, var købmandsdatter, også af jødisk slægt. Hun gik, noget senere end sin mand, over til kristendommen.

### Dåb
I 1824 blev også børn konverteret. Karl Marx blev døbt med dåbsnavnet Karl Heinrich Mordechai Marx. Han fik altså ingen jødisk opdragelse, men heller ikke nogen luthersk, i alt fald ikke hjemmefra, hvor deismen var det fremherskende livssyn. I stedet voksede han op med oplysningstidens idealer og fik en klassisk uddannelse, både i hjemmet og på gymnasiet. Han blev altså hverken troende kristen eller troende jøde.

### Skolegang
Der vides ikke meget om Marx' barndom. Han blev undervist hjemme til han var 13 år gammel. Derefter studerede han ved Triers kongelig-prøjsiske gymnasium fra 1830 til 1835 og tog abitur (studentereksamen) i en alder af 17 år.
Dette var et af Tysklands allerældste gymnasier og havde frem til 1774 været under jesuitternes ledelse, før det blev til et kurfyrsteligt gymnasium, senere et fransk collège, og så fra 1815 et kongeligt prøjsisk gymnasium. Læreplanen på Marx' tid var sammensat lokalt, ligesom den var præget af en underlig blanding af lærestof og undervisningsstil fra jesuitskolens, det kurfyrstelige gymnasieum og det franske kollegiestyres tider.
Da Marx gik på gymnasiet, prægede liberale ideer og indflydelsen fra den franske revolution samfundet og den politiske tænkning. Han blev på denne tid bekendt med den lavadelige Edgar Freiherr von Westphalen (1819–1890), som senere skulle blive hans svoger. Året efter at han tog eksamen, forlovede han sig i hemmelighed med Edgars søster, Jenny Freiin von Westphalen (1814–1881). Hun skulle få en stor indflydelse på hans tænkning.

## Studenterårene (1835–1841)

### Bonn (1835–1836)
Efter gymnasiet begyndte Marx, i en alder af 17 år, i oktober 1835 på universitet i Bonn for at studere jura. Det var på denne tid, han begyndte sin politiske karriere. Han var medlem af en studenterforening i Trier (Landsmannschaft der Treveraner) og fungerede i en periode som foreningens præsident. Meget af foreningens virksomhed kredsede omkring besøg i byens saloner. Dette gik angiveligt ud over hans karakterer.
Karl Marx ville selv have foretrukket at studere filosofi og litteratur, men det godtog hans far ikke, da han ikke kunne forestille sig, at sønnen kunne sikre sig et godt livsgrundlag med en sådan uddannelse. Dermed blev Karl det efterfølgende år tvunget af sin far til at flytte over til det mere seriøse og akademisk orienterede Friedrich-Wilhelms-universitet i Berlin.

### Berlin (1836–1841)
I Berlin vendte Marx for alvor sine interesser mod filosofien, til trods for de advarsler han havde fået af sin far.
Til at begynde med var det digterkunsten, der blev hans store interesse. Han kom med i et digterforbund og skrev digte, som han sendte til sin "tilbedte Jenny" og sin far. Hans digte og essays havde temaer, som kredsede om livet; han benyttede en deistisk-teologisk terminologi, som han havde fra sin liberale og deistisk orienterede far. Et af dem blev kaldt "Guddommen".
Han beskæftigede sig også med filosofferne Immanuel Kants (1724–1804) og Johann Gottlieb Fichtes (1762–1814) tanker, men han blev allermest engageret i den nyligt afdøde filosof Georg Wilhelm Friedrich Hegels (1770–1831) historiefilosofi og lære om dialektiske fremskridt. Desuden interesserede han sig for naturvidenskab, gammel og moderne historie, kunsthistorie og æstetik.
Hegel havde efter sin død i 1831 fået en voksende indflydelse på universiteterne og havde fået en dominerende position i det intellektuelle liv i Tyskland. I Preussen var en version af hegelianismen nærmest blevet en statsbærende filosofi.
Det var i løbet af denne periode, at Marx blev begejstret for "Die Freien", en gruppe unge filosofer og journalister, som hentede inspiration hos Hegel, men som tolkede dennes værker på en anden måde end den udgave af hegeliansk filosofi, som blev fremmet af de prøjsiske myndigheder, gjorde. Die Freien var eksponent for en bevægelse, som Marx allerede havde stiftet en smule bekendtskab med, da han studerede i Bonn. Da det var en ideologisk sammensat gruppe, gav eftertiden den blot betegnelsen unghegelianerne eller venstrehegelianerne.
Nogle af de bedst kendte navne fra 1800-tallets litteratur og filosofi var medlemmer af denne diskussionsgruppe, blandt andre Bruno Bauer (1809–1882), Friedrich Engels (1820–1895), Ludwig Feuerbach (1804–1872), Arnold Ruge (1802–1880) og Max Stirner (1806–1856). De mødtes gerne til diskussioner i en Weinstube (vinkro) i Friedrichstrasse i Berlin. Marx befandt sig i udkanten af kredsen; der var flere af unghegelianerne som han aldrig, ørst senere, mødte.
Det hegelianske "establishment" (som senere blev betegnet som "gammelhegelianerne" eller "højrehegelianerne") var kommet til den konklusion, at de historisk dialektiske udviklingsspring, der indgik i Hegels historisk-filosofiske teori, var kulmineret med det prøjsiske samfund, med dets effektive bureaukrati, med dets gode universiteter, med dets industrialisering og lave arbejdsløshed. Venstrehegelianerne forestillede sig derimod en række yderligere dialektiske ændringer i det prøjsiske samfund. Disse ændringer drejede sig om problemstillinger med fattigdom, statslig censur og diskriminering af ikke-lutheranere.
Ludwig Feuerbach havde en klar indflydelse på Marx' udvikling fra deisme og til ateisme. Feuerbach blev frataget sin lærestilling af de prøjsiske myndigheder allerede i 1832, og han blev nægtet en tilbagevenden til universitetet i 1836. I 1836 begyndte han at rette kritik mod teologien og udviklede et materialistisk verdensbillede (i modsætning til den hegelianske idealisme).
I nogen grad blev Marx også påvirket af Max Stirner, selv om det ikke er ganske sikkert, om de to mødte hinanden; Stirner tilhørte en ældre generation. Hvor meget Stirner var influeret af Hegel, er genstand for diskussion. I alt fald var hans tænkning nihilistisk, og det er klart, at Marx kendte til hans tanker fra hans skrifter. Selv om Stirner havde få andre tilhængere blandt sine kolleger, var hans bog hovedårsagen til, at Marx forlod dele af det feuerbachske syn. I stedet udviklede han grundkonceptet til det, som han senere formulerede som historisk materialisme.

## Doktor i filosofi, flytning til Trier (1841)
I 1841 blev Marx doktor i filosofi ved universitetet i Jena med en afhandling, der sammenlignede de græske filosoffer Demokrits og Epikurs naturfilosofier (Differenz der demokritischen und epikureischen Naturphilosophie). I afhandlingen drøftede han de to ateistiske filosoffers betydning for udviklingen af ateistisk filosofi. Marx mente, at Epikur var den vigtigste, fordi der i hans atomteori var rum for den frie vilje. At den frie vilje var vigtig for Marx, ses også af, at han på et senere tidspunkt forkastede Carl Vogts (1815–1895) teorier, som gik ud på, at mennesket og dets handlinger kan tilbageføres til komplekse biokemiske processer.
Selv om det økonomiske system, som Marx senere skulle udvikle, havde stærke deterministiske træk, var Marx altså ikke en gennemført determinist. Selv om han udviklede en helstøbt materialisme, lagde han aldrig helt sin overbevisning om den frie viljes betydning fra sig.
Grunden til, at Marx dimitterede fra Jena, var, at han var blevet advaret om, at hans rygte som unghegeliansk radikal ikke ville gøre noget godt for ham i akademiske kredse i Berlin. Han dedikerede doktorgradsopgaven til sin forlovedes far, Johann Ludwig von Westphalen (1770–1842).
Som doktor regnede han med at få et professorat hurtigt. Men den prøjsiske regering så ham som en ledende skikkelse blandt de oppositionelle venstrehegelianerne og nægtede ham – ligesom Ludwig Feuerbach, Bruno Bauer og andre – nogen videre akademisk løbebane. Marx rejste så tilbage til sin hjemby Trier.

## Journalistisk mellemspil (1842–1843, Bonn og Köln)
Før han kom til Trier havde Marx fået et tilbud om at skrive for en avis, som var i færd med at blive lanceret i Köln. Det var et tilbud der interesserede ham. Da hans mentor Bruno Bauer blev afskediget fra Friedrich-Wilhelms-universitetets filosofiske fakultet i 1842, opgav Marx selv sine anstrengelser for at få en stilling indenfor filosofiundervisning. I stedet kastede han sig over journalistikken og flyttede til Bonn, som ikke ligger mange kilometer syd for Köln.
Den 5. marts skrev han sin første artikel for den nye radikale Köln-avis Rheinische Zeitung für Politik, Handel und Gewerbe. Avisen, som blev stiftet af liberale kölnere, var udkommet med sit første nummer den 1. januar 1842, og den opfattede sig som et fællesorgan for de forskellige oppositionelle strømninger: monarkistiske liberale og radikale demokrater. Også Bruno Bauer begyndte at arbejde i på avisen.
I efteråret 1842 flyttede Marx fra Bonn til Köln, og den 15. oktober blev han avisens redaktør. Fra da af blev den mere radikalt oppositionel. En af Marx' vigtigste artikler i Rheinische Zeitung handlede om levevilkårene for vinbønderne i Moseldalen.
Den 16. november 1842 kom fabrikantsønnen Friedrich Engels forbi avisens redaktion. Han var på vej til Manchester i England. Dette skulle blive det første møde mellem Marx og Engels. Et resultat af avisens kontakter med Engels blev en serie artikler om den engelske arbejderklasses levevilkår. Engels' far var medejer af et firma dér, og i 1842 havde familien sendt ham fra deres hjem i Bremen for at arbejde i firmaet. Engels benyttede opholdet til systematisk at undersøge proletariatets vilkår med alt dets elendighed.
Den prøjsiske pressecensur så med særlig opmærksomhed på Rheinische Zeitung, og den prøjsiske øvrighed sendte en specialcensor fra Berlin for at gennemgå artikelmanuskripterne. Da censuren viste sig at være utilstrækkelig, blev der etableret en eftercensur. Ikke bare blev avisen forhåndscensureret, men de færdige artikler skulle også forelægges Kölns regeringspræsidentsembede. Da Marx' redaktion til stadighed klarede at omgå denne dobbeltcensur, indsatte myndighederne en tredobbelt censur.
Til sidst blev avisen erklæret forbudt den 1. januar 1843. Marx var blevet tvunget til at gå af som redaktør noget tidligere, men det var ikke nok til at redde avisen. Den ophørte i marts 1843.

## Bryllup (1843)
Det var også i 1843, at Marx giftede sig med sin forlovede Jenny von Westphalen, som var datter af den da nyligt afdøde friherre Johann Ludwig von Westphalen, som havde været prøjsisk regeringsråd. Deres forlovelse havde været en hemmelighed i flere år, og både familierne Marx og Westphalen var modstandere af deres forhold og deres bryllupsplaner. Vielsen fandt sted i Pauluskirken i kurbyen Bad Kreuznach i Rhinlandet den 19. juni 1843.
Marx og Jenny von Westphalen fik syv børn: Jenny Caroline (1844–1883), Jenny Laura Marx (kaldt Laura,1846–1911), Edgar (1847–1855), Henry Edward Guy (kaldt Guido, 1849–1850), Jenny Eveline Frances (kaldt Franziska, 1851–1852); Jenny Julia Eleanor (kaldt Eleanor eller Tussy, 1855–1898) og et til, som døde, før noget navn var bestemt (juli 1857). Det var altså kun tre af børnene der nåede voksenalderen.

## Overgangen til kommunismen (1843–1848)

### Paris (første ophold, 1843–1845)
Nu gik Marx tilbage til filosofien og til politiske aktiviteter, mens han ernærede sig som freelance-journalist. På grund af hans synspunkter blev han dog nødt til at flytte igen samme år. Herefter flyttede med sin kone først til Paris, som på denne tid var tilholdssted for store grupper af tyske, britiske, polske og italienske revolutionære. De ankom til Paris i slutningen af oktober 1843.

#### ManuskriptetZur Kritik der Hegelschen Rechtsphilosophie
Omkring årsskiftet 1843/44 skrev Marx et manuskript, der kritiserede Hegels retsfilosofi. Det skulle forblive upubliceret i hele hans levetid, selv om mange af tankerne derfra fandt vejen ind i De tysk-franske Årbøger (se nedenfor). I manuskriptet kommenterede Marx afsnit for afsnit Hegels bog om retsfilosofi fra 1819: Grundlinien der Philosophie des Rechts. En af Marx' vigtigste indvendinger var, at så mange af Hegels dialektiske argumenter begynder i abstraktioner. Dette værk indeholder for første gang Marx' bemærkning om, at religion er "folkets opium". Det indeholder også formuleringer om hans særegne fremmedgørelses-begreb, der var inspireret af Feuerbach. Passagen om folkets opium forekommer også i artiklen i De tysk-franske Årbøger, hvor Marx hævder, at religionskritik er forudsætningen for enhver samfundskritik.

#### De tysk-franske årbøger
Marx var kommet til Paris i den hensigt at samarbejde med sin ven Arnold Ruge. De begyndte at udgive de såkaldte Tysk-franske Årbøger (Deutsch-Französische Jahrbücher). Men det blev kun til et enkelt nummer og kun på tysk. De katolsk prægede franske socialister og kommunister ønskede nemlig ikke at samarbejde med de tyske ateister anført af Marx.
Også som tysk projekt strandede det hele, delvist på grund af problemerne med at få gennemført den nødvendigvis hemmelige distribution i Tyskland, dels fordi der snart kom principielle meningsforskelle mellem de to redaktører for dagen. Ruge forblev knyttet til den hegelianske filosofi og til det borgerlige demokrati, mens Marx begyndte at beskæftige sig med politisk økonomi. Marx' artikler i tidsskriftet De tysk-franske Årbøger vidner om, at han på dette tidspunkt havde udviklet en overbevisning om nødvendigheden af en væbnet proletarisk revolution. I vinteren 1844 var samarbejdet forbi.
Manuskriptet Teser om Feuerbach: I løbet af 1845 forfattede Marx essayet Thesen über Feuerbach, men han undlod at offentliggøre det. En offentliggørelse skete først i 1888 på Friedrich Engels' initiativ. I dette opgør med Feuerbach finder man blandt andet Marx' første gennemarbejdede religionskritik. Essensen var, at religion er et samfundsprodukt. Det er altså noget mennesker og kun mennesker gør, siger og tænker.
Så langt var Marx og Feuerbach på linje, men Marx byggede videre på Feuerbachs kritik. Godt nok anerkendte han Feuerbachs religionskritik, men problemet for Marx var, at menneskers behov for religion kommer af samfundsbetingelserne, og at det derfor er selve samfundet ,som man må kritisere. Så langt strakte Feuerbachs kritik sig ikke, og derfor var den ikke fuldendt, mente Marx. Teksten kulminerede i den 11. tese: "Filosofferne har kun fortolket verden forskelligt, men det kommer an på at forandre den."

#### Jødespørgsmålet
Et centralt bidrag til de tysk-franske årbøger var essayet Zur Judenfrage ("Om jødespørgsmålet", 1845). Det var for det meste en kritik af de gængse opfattelser om borgerrettigheder og politisk frigørelse, men det indeholdt også en række kritiske holdninger til jødedommen såvel som til kristendommen fra et ateistisk ståsted.
Essayet kritiserede to studier af Bruno Bauer om jødernes fremstød for at opnå politisk frigørelse i Preussen. Bauer mente at jøderne kun kunne opnå politisk frigørelse ved at give afkald på deres særegne religiøse selvforståelser, eftersom politisk frigørelse forudsætter en sekulær stat, som han formodede ikke levnede plads til sociale størrelser såsom religion. Bauer mente, at religiøse krav var uforenlige med tanken om menneskets rettigheder.
Marx kritiserede Bauer for ikke at gå langt nok. En politisk frigørelse forudsatte, ifølge Marx, at religionen blev undertrykt med magt. Marx mente at hvis folk tillodes at praktisere nogen religion, ville de ikke være frie, og hvis de kunne besidde det, de skabte, ville de heller ikke være fri. Marx spåede, at jødedommen ville forsvinde, dvs. at jøder ville ophøre at være jøder i religiøs forstand, så snart det ville blive forbudt at praktisere religion, eje ting eller at arbejde for sig selv.
Essayet forholdt sig for det meste til religion i sin almindelighed, ikke blot jødedommen. Men det var også fuldt af passager som senere er blevet opfattet som antisemitiske. For eksempel identificerer han de europæiske jøder som symbol på grov egoisme, som ågerkarle hvis verdslige gud var pengene. Men det må også nævnes at Marx forsvarede jødernes lighed for loven som borgere.
Hvad angår Marx' kritik af det han opfattede som den jødiske økonomisk kontrol over verden, var den mere end en kritik af jøderne; den rettede sig mod hele den politiske, økonomiske og religiøse elite, deriblandt kristne, som havde forårsaget at så mange økonomiske nøglepositioner var blevet indtaget af jøder.

#### Det nære samarbejde med Engels begynder
Den 28. august 1844 knyttede Marx det, som skulle blive det vigtigste venskab i hans politiske liv. På Café de la Régence på Place du Palais-Royal mødtes han med Friedrich Engels. Engels, som per korrespondance havde været med på det fejlslagne projekt med de tysk-franske årbøger, var kommet på besøg i Paris med det formål at træffe Marx og forelægge for ham, det som skulle blive et af hans vigtigste værker, Die Lage der arbeitenden Klasse in England. Dette værk var en frugt af Engels' ophold i Manchester, som også havde affødt en artikelserie i Marx' gamle avis i Köln.

#### Den hellige familie
Engels blev nogle dage i Paris. Dette blev begyndelsen på et livslangt tæt samarbejde. Det første resultatet var kampskriftet Die heilige Familie. Gegen B.[runo] Bauer und Konsorten (marts 1845, Engels' bidrag var vist kun på ti sider). På dette tidspunkt var de begge store tilhængere af Ludwig Feuerbach. Bemærkelsesværdigt med dette skrift er også at Marx, som polemiserede mod Berlins unghegelianere og sin tidligere mentor Bruno Bauer, undlod at nævne nogen af medlemmerne i denne gruppe: Max Stirner, hvis bog Der Einzige und sein Eigentum var udkommet i oktober 1844. Engels var i et brev til Marx den 19. november kommet med en overvejende positiv bedømmelse af denne bogen.

#### Vorwärts!og Proudhon
Efter at projekterne med de tysk-franske årbøger slog fejl, begyndte Marx at skrive for avisen Vorwärts. Den var skrevet og udgivet af et hemmeligt selskab ved navn De retfærdiges forbund, som Marx senere skulle blive medlem af og benyttede til at fremme sine overbevisninger. Avisen blev med Marx' bidrag hurtigt den mest radikale af alle de tyske aviser i Paris (og Europa). Avisen, som agiterede mod det prøjsiske monarkis absolutisme, fik en tydelig socialistisk profil.
Han læste også den franske anarkist Pierre-Joseph Proudhons (1809–1865) skrifter, som Qu'est-ce qua la propriété? Ou recherches sur le principe du droit et du gouvernement ("Hvad er ejendom?" fra 1840). Det var i denne bog man finder Proudhons berømte anarkistiske svar: La propriété, c'est le vol, "ejendom er tyveri". De to mænd havde indflydelse på hinanden, og de mødtes i Paris, da Marx var i eksil dér. Venskabet blev imidlertid siden brat afbrudt, da Marx med ugivelsen af La Misère de la Philosophie (Filosofiens elendighed) foretog en negativ bedømmelse af Proudhons Système des Contradictions Economique, ou Philosophie de la Misère (De økonomiske modsigelsers system eller elendighedens filosofi), hvilket var en af årsagerne bag splittelsen mellem anarkistiske og marxistiske grene af Første Internationale.

#### NotaternePariserdokumenter
Samtidig fordybede Marx sig i Den franske revolutions historie. Hans kritik af de tidlige franske socialisters standpunkter vidner om hans udvikling af et nyt og kommunistisk standpunkt. Marx brugte ellers megen tid på at gøre sig kendt med en side af virkeligheden, han ikke tidligere havde kikket på, leveforholdene for de store byproletariater (byarbejdere). I de såkaldte Pariserdokumenter, som er de fragmenter af Marx' notater fra Paris, der er blevet bevaret, finder man hans første udkast til et økonomisk system, som vidner om den filosofiske inspiration, der er bagved hans system. Her udviklede Marx for første gang udførligt sin teori om "fremmedgørende arbejde", og den hegelianske inspiration er tydelig. Dokumenterne blev dog ikke offentliggjort før i 1932.
I et andet af disse dokumenter, manuskriptet Privatejendom og kommunisme (1844) antyder Marx en slags marxistisk humanisme :" ... kommunisme som fuldt udviklet naturalisme, er lig med humanisme, og som fuldt udviklet humanisme er lig naturalisme".
Videre vurderede Marx også at humanismen ikke kan løfte sig højere op end den sociale bevidsthed i den epoke, den er en del af. Den borgerlige humanisme har som grundlag den private ejendom, eftersom det er den centrale værdi for bourgeoisiet, mens proletarisk humanisme er grundlagt for kooperative sociale virksomheder, fremførte Marx i manuskriptet. Disse tanker kunne imidlertid ikke udvikles eller få genklang i Marx' samtid, eftersom de ikke blev kendt før senere. Det er også vanskeligt at se, om tankerne blev videreudviklet af Marx selv, såvel i udgivet eller ikke-udgivet materiale fra ham.

### Bryssel (1845–1848)
Efter at Vorwärts havde givet sin helhjertede støtte til et fejlslået attentatforsøg mod pressens kong Friedrich Wilhelm 2. blev Marx og mange andre i januar 1845, efter prøjsisk pres beordret til at forlade Paris. Sammen med Engels drog han i stedet til Bryssel i Belgien. Under en studierejse de to foretog til England i sommeren 1845 knyttede de kontakter med den revolutionære fløj af chartisterne.

#### ManuskriptetDen tyske ideologi
I Bryssel skrev Marx og Engels manuskriptet Den Tyske Ideologi, men de lod være at offentliggøre det. Det regnes i dag for et af de vigtigste filosofiske værker fra de to. Det blev skrevet omkring 1845, men først i 1932 blev det meste af manuskriptet, som ikke længere var komplet i sin originale form, udgivet af Marx-Engels Instituttet i Moskva (samtidig som Pariserdokumenterne). Teksten var formet som en hård kritik af Ludwig Feuerbach, Max Stirner og Bruno Bauer og var en af de første omfattende udlægninger af Marx' og Engels' historieteori, som senere er blevet kaldt historisk materialisme. Særlig kritik havde det især mod Stirner.
I manuskriptet forkastede forfatterne også den i samtiden og også senere herskende forståelse af begrebet kommunisme som et utopisk mål i det fjerne. De anså kommunismen som et resultat af en pågående bevægelse, der ikke kan ses løsrevet fra den virkeligheden.
I december 1845 valgte Marx at fralægge sig sit prøjsiske statsborgerskab, dette skete fordi han havde fået nys om, at den prøjsiske regering ville forsøge at presse belgierne til og udvise ham fra Belgien.

#### Filosofiens elendighed
Derefter skrev Marx Filosofiens elendighed (1847, fransk originaltitel: Misère de la philosophie. Réponse à la philosophie de la misère de M. Proudhon). Dette var en kritik af de franske socialisters og specielt de politiske tanker hos Pierre-Joseph Proudhons. Proudhon havde i mellemtiden udgivet et nyt værk, Système des contradictions économiques, ou Philosophie de la misère (1846), som Marx meget lidt brød sig om. Han sablede i stedet Proudhon ned og skrev som en opsummering:
I Frankrig kan han [Proudhon] passere som dårlig økonom fordi han gælder for at være en god eksponent af tysk filosofi. I Tyskland får han passere som en slet filosof fordi han går for at være en dygtig økonom. Men jeg, i egenskab af at være både tysker og økonom, vil protestere mod denne doble fejltagelse.

#### Den tyske korrespondancekomite
Tidlig i 1846 grundlagde Marx og Engels Den kommunistiske korrespondancekomite (Kommunistische Korrespondenz-Komitee) i Bryssel. Den skulle arbejde for, at tyske og andre landes kommunister og arbejdere fik en samlet ideologisk organisatorisk platform, dette skete for at forberede grundlæggelsen af proletarisk politisk parti.
Huset hvor de to tyske revolutionære boede fra januar 1847 til februar 1848, rue Jean d' Ardenne 50 i Bryssel-forstaden Ixelles, blev et mødested for politisk oppositionelle af mange forskellige slags. Marx deltog i Bryssels demokratiske forening (Association Démocratique de Bruxelles), som han blev vicepræsident for. Han skrev også af og til artikler for den tysksprogede avis Deutsche-Brüsseler-Zeitung.

#### De retfærdiges forbund - Kommunisternes forbund
I vinteren 1847 blev Marx og Engels medlemmer af en hemmelig politisk gruppe kaldt De retfærdiges forbund. Gruppen var blevet dannet af den tyske radikale skrædderlærling Wilhelm Weitling (1808–1871) i Paris i 1836 og byggede på Gracchus Babeufs (1760–1797) tænkning, og var oprindeligt præget af utopisk socialisme og kristen kommunisme. I 1839 flyttede gruppen sit hovedkvarter til London. Forbundet bestod for det meste af tyskere i landflygtighed.
På forbundets første kongres, i London juni 1847, fik Marx og Engels, sammen med den samtidig indmeldte Wilhelm Wolff (1809–1864), væsentlig ændret forbundet; de fik det grundlagt på ny som et hemmeligt revolutionært socialistisk forbund med internationale ambitioner, under navnet Kommunisternes forbund.
Det nye forbund holdt en ny kongres i London nogle måneder senere, fra den 29. november til den 8. december 1847. Ved mødet deltog udsendinge fra 30 lokalgrupper i Frankrig, Holland, en række stater i Det tyske forbund, Sverige, Schweiz, Storbritannien og USA. Under denne kongres spillede Marx og Engels en meget fremtrædende rolle.

#### Det kommunistiske manifest
Under kongressen blev Marx og Engels bedt om at forfatte en programerklæring for forbundet. Det blev til Det kommunistiske manifest (egentlig Det kommunistiske partis manifest), som blev offentliggjort den 21. februar 1848, på tysk (Manifest der Kommunistischen Partei). De første udgaver angav ikke nogen forfatternavne, men det blev snart ændret. Selv om både Marx og Engels navne skulle opføres som forfattere, var det dog kun helt indledningsvis at de havde et konkret samarbejde om teksten. Allerede i december drog de til hvert deres sted, Marx til Bryssel og Engels til Paris. Det antages derfor at det var Marx som selv stod for at skrive manifestet. Han blev færdig med det i januar 1848 og sendte det samme måned til London for trykning.
Både indledningen og slutappellen er blevet stående som nogen af marxismens mest kendte paroler:
| Citat | Et spøgelse går gennem Europa - kommunismens spøgelse. Alle magter i det gamle Europa har sluttet sig sammen til en hellig klapjagt på dette spøgelse, paven og tsaren, Metternich og Guizot, franske radikale og tysk politi. | Citat |
|       | |       |

og;
| Citat | Arbejdere i alle land, foren jer! | Citat |
|       |                                   |       |

Manifestet blev hurtigt oversat til en række sprog, engelsk, fransk, italiensk, nederlandsk og dansk.

## 1848-revolutionerne og deres sammenbrud (1848–1849)

### Til Paris under revolutionen (1848)
I 1848 oplevede Europa en række revolutionære oprør i flere lande. Første udbrud var i Frankrig i februar, da en arbejderbevægelse greb magten fra kong Ludvig Filip og sendte ham i landflygtighed til England i det som kaldes "Februarrevolutionen". Under revolutionen var Marx i fare for at blive udleveret fra Belgien til Preussen. Da der snart efter også udbrød optøjer Bryssel blev han arresteret og udvist, men blev inviteret af den franske provisoriske arbejderregering til at komme tilbage til Paris. Her ankom han den 4. marts.

### Atter avisredaktør i Köln (1848–1849)
Efter at revolutionen spredte sig til Tyskland (den såkaldte Martsrevolutionen), tog Marx og Engels til Köln. De ankom den 3. april, og grundlagde her den revolutionære demokratiske forening. Hurtigt blev Marx en af de vigtigste anfører for den revolutionære bevægelse i den prøjsiske Rhin provins. Kort efter blev han chefredaktør for den nye avis Neue Rheinische Zeitung – Organ der Demokratie som udkom første gang den 1. juni 1848. Også Engels var med i avisprojektet og bidrog også med artikler.
Avisen anså sig som efterfølger til Rheinische Zeitung, som Marx tidligere havde redigeret. At avisen i det hele taget kunne genoplives skyldes at pressecensuren var blevet ophævet som følge af Martsrevolutionen, både i Preussen og i de fleste andre af staterne i Det tyske forbund. De fleste af avisens medarbejdere var medlemmer af Kommunisternes forbund. Om arbejdsforholdene skrev Engels senere at "redaktionsførelsen var ret og slet et diktatur under Marx".
Hurtigt begyndte myndighederne dog at stramme til igen, Marx forstod dog at udnytte nye presselove til det fulde: For eksempel kunne særlig provokerende artikler dukke op blandt avisens annoncer, og dermed havde myndighederne ikke noget brugbart udgangspunkt for at gribe ind med censur.
Politiet kunne dog også udvise kreativitet: Da der blev udråbt undtagelsestilstand efter arbejderurolighederne i Köln den 25. september blev de fleste af avisens skribenter retsforfulgt – formelt ikke for deres journalistik, men for taler de havde holdt ved forskellige forsamlinger. Næsten alle af medredaktørerne, Heinrich Bürgers (1820–1878), Ernst Dronke (1822–1891), Friedrich Engels, Wilhelm Wolff og Ferdinand Wolff (1812–1895) slap for arrestation ved at flygte fra Köln. De kunne dog gradvist vende tilbage senere, da retsforfølgelserne mod den ene efter den anden ble indstillet. Engels kom tilbage i januar 1849.
Kun en af de seks medredaktører flygtede ikke, Georg Weerth (1822–1856), men han var allerede blevet arresteret efter at fyrste Felix Lichnowsky (1814–1848) var blevet myrdet i Frankfurt i september 1848. Han blev anklaget for tilsvining af den døde og dømt til en fængselsstraf på fem år og tab af borgerrettighederne.
Den revolutionære bevægelses nederlag fik konsekvenser over hele Europa. De borgerlig liberale så nu langt mere alvorlig på kommunistfaren, og fandt det bedst og prøve at danne fælles front med den halvfeudale absolutisme. Efter statskuppet i Preussen i november reagerede Neue Rheinische Zeitung med at opfordre folk til skattestrejke og til at gengælde vold med modvold.
I avisens korte levetid blev Marx to gange stillet for retten, første gang den 7. februar 1849 for en mindre overtrædelse, og anden gang dagen efter fordi han havde opfordret til væbnet oprør. Begge gange blev han frikendt. Til hans forsvar erklærede han foran juryen blandt andet: Det er nemlig pressens fornemmeste pligt at undergrave fundamenterne til det nuværende politiske system..
Avisen var helt isoleret i presseverdenen i dens opposition mod de nye magtforhold i Tyskland. Den forsøgte at sammenkalde til en tysk arbejderkongres i Leipzig. Herefter, og også som følge af russernes indmarch i Ungarn, oprørerne i Dresden, Iserlohn, Elberfeld, Pfalz og Baden, valgte den prøjsiske hær at "genoprette den borgerlige orden" i maj. Neue Rheinische Zeitung blev til sidst standset den 19. maj 1849. Marx blev herefter erklæret statsløs.

### Lønarbejde og kapital
Et af de varige resultater af Marx' virksomhed som redaktør blev værket Lønsarbejde og kapital. Det udkom som en række lederartikler i Neue Rheinische Zeitung fra 5. april 1849 og til avisen ophørte. Det byggede på de forelæsninger som Marx i 1847 havde holdt i den tyske arbejderforeningen i Bryssel. At det er blevet bevaret som en (ufuldstændig) enhed, skyldes at Friedrich Engels udgav dem samlet i 1891, efter Marx' død. Marx kunne have fortsat serien af lederartikler, men Engels fandt ikke de manuskripter blandt Marx' efterladte papirer.

### Igen i Paris efter revolutionen (1848)
Marx blev udvist fra Preussen, og vendte derefter først tilbage til Paris, hvor revolutionen også var blevet slået ned og kontrarevolutionen havde medført et strengere styre. Efter demonstrationerne den 13. juni gav den franske regeringen Marx valget mellem at blive interneret i Vannes i Morbihan(Bretagne), eller helt forlade Frankrig. Her valgte Marx at tage i eksil i London med hans familie, familiens rejste i juni 1848, Marx forblev herefter resten af sit liv i London.

## Eksilårene i London (1849–1883)

### Stor nød: Sygdom, børnedød, isolation (1849–1861)
Årene i eksil i London skulle blive meget vanskelige for familien Marx, noget som hans breve også vidner om. Til trods for økonomisk hjælp fra Engels måtte familien gennem den ene prøvelse efter den anden:
| Citat                              | Min kone Jenny er syg, Leni har en slags nervøs feber. Jeg hverken kunne eller kan tilkalde læge, for jeg har ikke penge til medicin. I otte dage har jeg livnæret familien på brød og poteter, og undres på om jeg kan få fat i nogle til dem i dag | Citat |
| brev til Engels, 4. september 1852 | |       |

I løbet af nogle få år mistede han tre af sine børn: Heinrich Guido (1849–1850) og Franziska (1851–1852) døde af sult, og Edgar (1847–1855) af tuberkulose. Karl Marx var meget nedbrudt ovenpå dette.
Marx havde lidt indtægter fra journalistisk arbejde, men det hjalp ikke nok for at få familien ud af elendigheden. Han skrev hundredvis af avisartikler for indtægtens skyld, blandt andet for New York Tribune, som han blev tilknyttet i 1852. Den var en af USA's ledende aviser, og forløberen for dagens International Herald Tribune. I mange år var han avisens Europa-redaktør. Artiklerne var ikke som de gængse reportager: Han skrev omfattende analyser, ofte som lange artikelserier, om den politiske og økonomiske situation i forskellige europæiske lande. Engagementet ved New York Tribune varede helt til udbruddet af den amerikanske borgerkrig.
Det var ikke før i 1861 at økonomien bedrede sig noget, takket være øget bistand fra Engels. I 1864 fik familien endnu et løft da arven efter Marx mor kom. Men til nogen rigdom blev det ikke; det blev kun en forandring fra armod til beskedne kår.

### Studier og nye værker
Politisk viede Karl Marx sig i alle London-årene til international agitation for kommunisme og sin endegyldige kritiske analyse af kapitalismen. Næsten hver dag tilbragte han i læsesalen på British Museum.

#### Louis Bonapartes Attende Brumaire
Link til tekst på dansk: Louis Bonapartes Attende Brumaire
Først udgav han i form af en artikelserie 1849–50 en beskrivelse om klassekampene i Frankrig 1848–1850 (Klassenkämpfe in Frankreich 1848 bis 1850). Den bearbejdede og udvidede han med Der achtzehnte Brumaire des Louis Bonaparte (1852). Her analyserede han Den andre franske republik som den 4. november 1848 afskaffede juli-monarkiet og til republikken blev styrtet ved det bonapartistiske statskuppet i Frankrig den 2. december 1851, da Napoleon III (1808–1873) kom til magten og indledte det Andet franske kejserrige.
Analysen af hændelser disse omkring revolutionsårene gav Marx muligheden til at videreudvikle sine teser. For ham fremstod Februarrevolutionen og det senere statskup som tydelige illustrationer på hvad klassekamp handler om. Marx videreudviklede i dette værk hans forståelse af klassebegrebet og hans historiefilosofi, som fremholdt at samfundet uafvendelig stævner fremover mod det klasseløse samfund.
Dette værk er en vigtig fremstilling af marxistisk samfundsanalyse og historisk teori, og indeholder en række af Marx' mest kendte og citerede formuleringer.
Der achtzehnte Brumaire skulle få stor indflydelse på senere marxistisk totalitarisme- og fascisme-forskning. Indenfor statskundskab anses det som et betydelig værk om politisk teori. Noget som skulle blive lagt særligt vægt på indenfor senere marxisme og marxisme-leninisme skoler var værkets tese om at proletariatets revolution undgåligt ville knuse det borgerlige statsapparat i stedet for bare at overtage det.

#### Grundrids
I 1857/58 blev Marx færdig med et gigantisk 800 sider langt manuskript som dækkede alle seks dele af hans økonomiske teori: kapital, landejendom, lønarbejde, staten, udenrigshandel og verdensmarkedet. Men værket blev tilføjet i rækken af skrifter som ikke blev udgivet før efter hans levetid. Det var ikke før længe efter hans død, i 1941, at det så dagens lys, under titlen Grundrisse der Kritik der Politischen Ökonomie.
Af de seks felter var det kun det om kapitalen som Marx nåede at lave en større afhandling om (storværket Kapitalen, hans magnum opus). Grundrids bliver ofte beskrevet som et udkast til Das Kapital, selv om der hersker stor uenighed om det nøjagtige forhold mellem de to tekster, specielt hvad angår metodologi spørgsmålet.

#### Til kritikken af den politiske økonomi
Link til tekst på dansk: Til kritikken af den politiske økonomi
Det første af Marx' udviklede centrale økonomiske hovedværker fulgte så. I 1859 kom Zur Kritik der politischen Ökonomie (dansk: Til kritikken af den politiske økonomi). Egentlig var det tænkt som første hæfte i en serie, men Marx fastslog snart at han ikke var helt fornøjet med detaljerne. Derfor begyndte han på et nyt manuskript, og dermed kan man også betragte Zur Kritik... som et udkast til Kapitalen, som begyndte at udkomme otte år senere.

#### Den første internationale (1864–1872)
Mens Marx arbejdede på Kapitalen fik han igen anledning til at engagere sig praktisk for arbejderbevægelsen: I 1864 var han den ledende organisator af Den internationale arbejder forening (kendt som: Den første internationale). Støtten til organisationen var de store solidaritetsdemonstrationer i London den 22. juli for polakkerne som havde gjort oprør mod Zar-Rusland. Franske og engelske arbejderledere mødtes derfor og blev enige om at organiser sig internationalt. Den store konference fandt sted i St. Martin's Hall, og foregik fra den 28. september og i over en måned. Repræsentanter for engelske, franske, italienske, polske, irske, Schweiziske og tyske arbejderforeninger deltog, blandt dem også Marx. Marx indtog hurtigt en ledende rolle. Han forfattede vedtægter og principprogrammet, som blev enstemmig vedtaget den 1. november 1864, og blev derefter valgt som Internationales leder. I sin indledningstale tog Marx udgangspunkt i de britiske erfaringer og fremhævede særlig to begivenheder: (1) loven om 10-timers arbejdsdag og (2) kooperativ bevægelsen. Ligesom reformer blev betegnet som en sejre for arbejderklassens økonomiske udvikling.
Den 26. juni 1865 præsenterede Marx for generalrådet teksten Om lønning, pris og profit hvori han argumenterede imod teserne om den tætte sammenhæng mellem lønsøgeren (arbejderen) og inflation.
Den første internationale havde så vidt forskellige grupperinger som tyske kommunister, britiske fagforeningsfolk, britiske liberale, tyske lassallister og franske proudhonister, og skikkelser som den franske kommunist Louis Auguste Blanqui (1805–1881), den russisk anarkist Mikhail Bakunin (1814–1876) og italieneren Giuseppe Mazzini (1805–1872).
Konflikter var ikke til at undgå. Den største omhandlede anarkisterne. Men først gjaldt det for Marx om at fjerne indflydelsen fra mazzinianernes, proudhonianernes og særlig owenianerne. De sidste var eksponenter for det som er blevet kendt som utopisk socialisme, en retning inden tidlig socialisme som fortsat vandt fodfæste i engelske fagforeningskredse. Det lykkes Marx lang hen ad vejen at neutraliser disse gruppers indflydelse under Internationales konference i Genève i september 1866.
Derefter tog Marx et uforsonligt opgør med anarkisterne, repræsenteret specielt af Bakunin, som Marx kendte fra tiden i Paris i 1844 og som nu boede i Schweiz. Selv om Marx vandt kampen mod anarkistfløjen, som blev ekskluderet under kongressen i Haag den 2. september 1872, blev sejren kort. Flytningen af generalrådet fra London til New York i 1872, som Marx støttede, ledte hurtigt til Internationale faldt sammen og praktisk gik i opløsning. Den formelle nedlæggelse skete den 15. juli 1876 i Philadelphia.

#### Kapitalen
Arbejdet med Kapitalen (Das Kapital) tog lang tid. Det var først i 1867 at første bind af det som skulle blive et sæt på tre bind blev udgivet. Forlæggeren var Otto Meissner i Hamburg, som også udgav de efterfølgende bind i 1885 og 1894.
Især de sidste bind har præget senere marxisme. De blev først redigeret af Engels og fik forord skrevet af ham (1895). Senere blev værket gennemarbejdet af den østrigske socialdemokratiske partiideolog Karl Kautsky (1854–1938) og med forord af ham (1910); Kautsky tilføjede også en såkaldt fjerde bog, med "Teorien om merværdien" på grundlag af et manuskript fundet i Marx' efterladenskaber. Både Engels' og Kautskys arbejde med at fuldføre Kapitalen er blevet udsat for kritik fra forskellige sider.
Værkets fulde navn var Das Kapital. Kritik der politischen Oekonomie (Kapitalen. Kritik af den politiske økonomi). Det bind som udkom i 1867, Der Produktionsprocess des Kapitals, drejede sig om produktionsmidlerne. De to sidste bind havde temaerne (Bind II:) Der Cirkulationsprocess des Kapitals (Kapitalens cirkulationsproces) og (Bind III: Der Gesamtprocess der kapitalistischen Produktion (Den kapitalistiske produktions samlede proces).
Marx anså selv hans mål som "at frembringe en videnskab [dvs. politisk økonomi] ved kritik til det punkt hvor den kan fremlægges dialektisk", og på dette vis "afdække det moderne samfunds bevægelseslove". Ved at påvise hvordan kapitalistisk udvikling var en forløber for en ny og socialistisk produktionsmåde ville han lægge et videnskabelig fundament for den moderne arbejderbevægelse.
Et klart træk ved Kapitalen er at fremstillingen reflekter den dialektiske metodologi som var udviklet af Georg Wilhelm Friedrich Hegel i hans bøger Wissenschaft der Logik (1812/16) og Phänomenologie des Geistes (1807). Man finder også klare resultater af den indflydelse franske socialister som Charles Fourier, de Saint-Simon og Pierre-Joseph Proudhon havde haft på Marx.
Aristoteles og græsk filosofi i sin almindelighed havde også en vigtig indflydelse på Marx’ analyse af kapitalismen. Marx’ uddannelse i Berlin gjorde ham fortrolig med græske og romerske digtere og filosofer, og hans doktorarbejde fra de yngre år havde været at sammenligne to filosofer fra antikkens Grækenland.
Marx byggede i høj grad hans arbejde på værker fra klassiske økonomer som Adam Smith (1723–1790, forfatter af The Wealth of Nations), David Ricardo (1772–1823, med værket Principles of Political Economy and Taxation), John Stuart Mill (1806–1873, som skrev "The Principles of Political Economy") og til og med Benjamin Franklin (1706–1790, blandt andet The Way to Wealth). Næsten alt det han benyttet som empirisk underbygning kom også fra engelske kilder, særlig fra økonomidelen i tidsskriftet The Economist og rapporter fra The Royal Commission of Inquiry.
Når han som relativt fattig mand kunne sætte sig ind i adskillige kilder, skyldes det at han tilbragte lange dage i læsesalen på British Museum, som han nemt kunne komme til fra den nærliggende bydel Chelsea, hvor han boede i dele af sit Londoneksil. Men i tillæg til at bygge på disse økonomer, omarbejdede han materien på en sådan måde at hans værk blev en syntese som var hans eget originale værk og ikke bare var en videreføring af andre økonomers tanker.
Et særtræk er at Marx i modsætning til de forfattere han læste, foretog en integrering af økonomiske og sociale omstændigheder. Både Smith og Ricardo tenderede mod at holde disse adskilt fra hinanden. Marx overtog Ricardos inddeling i tre klasser (landejere, kapitalejere/kapitalister og arbejdere). Ricardo havde senere i hans arbejde påpeget negative sociale følger af industrialiseringen på en måde som ikke Marx reflekter i Kapitalen.
De økonomiske studier Marx foretog overbeviste ham om at store fremskridt var indenfor rækkevidde; ja, at det ved hjælp af stadig forbedret teknologi absolut ville være mulig at komme frem til et stadium hvor alle menneskelige behov kunne dækkes godt for alle og enhver. Men for at få denne rette fordeling af goderne ville det være helt nødvendig at styre samfundet socialistisk eller kommunistisk.
De liberale var kritiske til Marx' model fordi den opfordrede til klassekamp. Det var ifølge Marx' model nødvendig at arbejderne tog alt magt, ellers ville man hverken nå dette mål, og fremmedgørelse ville bare fortsætte.
Nøglebegrebet fremmedgørelse fik stor plads i Kapitalen. Dette er et koncept som går tilbage til Hegel. Unghegelianerne havde grebet fat i det, og Feuerbach og Marx videreudviklede det. Marx omgjorde det fra et rent filosofisk fænomen til en karakteristik af en social mekanisme. Hos Marx eksistere fremmedgørelse (Entfremdung eller Entäusserung) på grund af den kapitalistiske produktionsproces og ejendomsstruktur, når arbejderne ikke selv har kontrol med produktionsmidlerne og kapitalisterne får hovedparten af den merværdien som skabes i produktionen af arbejderne. Produktet fremstår derfor for arbejderen som noget fremmed, og noget han ikke har kontrol over.

#### Pariserkommunen (Borgerkrigen i Frankrig)
Link til tekst på dansk: Pariserkommunen (Borgerkrigen i Frankrig)
Den vigtigste politiske begivenhed for kommunisterne i disse år blev Pariserkommunen i 1871, da parisiske borgere gjorde oprør og klarede selv at kontrollere byen i to måneder. Marx skrev i april/maj samme år et af hans i eftertiden mest berømte tekster om den blodige nedkæmpelse af oprøret, Borgerkrigen i Frankrig, hvor han kom med et entusiastisk forsvar af Kommunen. Igen drejer det sig om et værk som ikke blev offentliggjort; det blev først kendt i 1930erne. I manuskriptet trak Karl Marx sig fra sin tidligere konklusion om at proletariatet ikke må slå sig til ro med at få grebet om statens magtapparat, men må rykke det op med roden. Marx hyldede den nye form for folkestyre som "kommunarderne" etablerede.

#### Kritik mod Gotha-programmet
Link til tekst på dansk: Kritik af Gotha-programmet
I de sidste ti år af Marx' liv blev hans helbred dårligere og dårligere, han var ikke længer i stand til at opretholde hans mange skriverier. Maratonløbets tid var forbi. Marx magtede dog at engagere sig tungt i enkelte dagsaktuelle spørgsmål, særligt i Tyskland og i Rusland.
Tidligt i maj 1875 skrev Marx, med støtte fra Engels, et brev til Eisenach-fraktionen af den tyske socialdemokratiske bevægelse. Brevet blev ikke udgivet som sådan før i 1891, altså efter Marx død. Marx og Engels havde længe stået denne bevægelse nær. Brevet gav meget detaljerede anvisninger og kommentarer fra Marx' hånd om bevægelsens program for en revolutionær strategi. Her drøftede han "proletariatets diktatur", overgangsfasen mellem kapitalisme og kommunisme, proletarisk internationalisme og arbejderklassens parti.
Brevet, kaldet Kritik des Gothaer Programms, er kendt for sin uddybning af princippet for det kommunistiske samfund: Fra hver efter evne, til hver efter behov. Kritikken mod Gothaprogrammet sluttede med den berømte sætningen "Dixi et salvavi animam meam" (Jeg har talt og reddet min sjæl).
Dette brevet blev det sidste større værk fra Marx' hånd.
Foranledningen var en planlagt partidannelse og kongres i byen Gotha. To grupper eller partier skulle her tilnærme sig hinanden: Efter planen ville eisenacher-fraktionen faktisk slå sig sammen med lasallefraktionen og sammen danne et forenet parti, det som efter yderligere nogle år blev til Tysklands socialdemokratiske parti (SPD). Eisenacherne (navnet kommer fra byen Eisenach hvor de havde vedtaget et strengt marxistisk program i 1869) havde sendt et programudkast, "Gothaprogrammet", til Marx for kommentar. Marx mente det var negativt påvirket af ideer fra afdøde tyske socialist Ferdinand Lassalle (1825–1864), en mand som Marx havde betragtet som en opportunist der var villig til kompromisser med regeringen om arbejderbevægelsens krav.
Men da kongressen blev afholdt i Gotha sent i maj, blev det kritiserede program vedtaget med nogle mindre ændringer.

#### Brev tilVéra Zasúlitj
En anden af Marx' interesser, dog mindre, handlede om Rusland og afdækkede en interessant ideologisk fleksibilitet. Det drejede sig om Marx korrespondance med Vera Ivanovna Sassulitsj (1849–1919), en russisk narodnika som var kommet til Schweiz efter at have udført et politisk attentat i Sankt Petersborg og nu var på vej til at blive marxistisk revolutionær.
I det som er blevet kendt som Sassulitsj-brevet (8. marts 1881) drøftede Marx muligheden for at Ruslands situation kunne være udvikle sig sådan at det feudale samfund kunne hoppe over i det kapitalistiske udviklingsstadium og derefter over til at bygge kommunismen på grundlag af fælleseje traditioner i russiske landbrugslandsbyer.
En anden fleksibilitet fra det normale mønster Marx havde viste en anden åbenhed: Han ville ikke udelukke at visse lande med stærke demokratiske institutionelle strukturer, som Storbritannien, USA og Nederland, kunne klare overgangen fra kapitalisme til kommunismens opbygning ad fredelig vej. Dog i et land med stærke centraliserede statsorienterede traditioner som Frankrig og Tyskland opfattede han en voldelig omvæltning som forventeligt.

## Død og begravelse
Marx opnåede ikke at se sine tanker realiseret, mens han levede. Han levede de sidste år af sit liv i fattigdom, helt afhængig af økonomisk støtte fra sine venner og specielt hans ven og medforfatter Engels, som hjalp familien med de daglige udgifter og gæld. Hans sygdomsforløb gjorde at familiens økonomiske fremgang helt stoppede; han led blandt andet af kronisk bronkitis.
Den 2. december 1881 døde hans hustru Jenny. Marx var for syg til selv at deltage i begravelsen. Den 11. januar 1883 døde datteren med samme navn. Selv døde Karl Marx den 14. marts 1883. Han blev 64 år, og var ved sin død stadigt statsløs. Tabet af hustruen, og sikkert også af datteren Jenny, førte ham ind i en dyb depression, der formentligt kan have fremskyndet hans død.
Han blev begravet tre dage efter i Highgate Cemetery i London. Tallet er ikke sikkert, mellem ni og elve personer overværede begravelsen. Deriblandt Engels, Eleanor, svigersønnerne Charles Longuet og Paul Lafargue, og fem andre med nære bånd til den afdøde og overbeviste socialister – Wilhelm Liebknecht, Friedrich Lessner, G. Lochner, Carl Schorlemmer og Ray Lankester.
Inskriptionen på støtten, et monument rejst i 1954 af Det britiske kommunistpartiet, er "Workers of all lands, unite!". Den oprindelige gravsten var i udgangspunktet beskedent udsmykket.

## Marx' børn
Kun tre af familiens børn blev voksne. Det var døtrene Eleanor, Jenny Caroline og Laura, der ligesom deres forældre engagerende sig i den socialistiske bevægelse. Laura giftede sig i 1868 med Paul Lafargue (1842–1911), Jenny giftede sig i 1872 med Charles Longuet (1839-1903), og Eleanor levede fra 1883 sammen med Edward Aveling (1849–1898). Alle tre svigersønner var aktive socialistiske agitatorer; de to førstnævnte i Frankrig og den sidste i Storbritannien.
De to døtre der overlevede deres far, Laura og Eleanor, var sprogbegavede og engagerede sig i oversættelsesarbejde. Eleanor oversatte blandt andet to Ibsen stykker til engelsk: Fruen fra Havet og En Folkefjende. Noget andet de skulle få til fælles var at de skulle begå selvmord. I begge tilfælde var det i selvmordspagt med deres respektive livsledsagere, skønt i Lauras tilfælde blev hun narret til det – Edward havde aldrig haft til hensigt at tage gift selv.
Ifølge et standhaftigt rygte havde Marx en søn udenfor ægteskab: Frederick Demuth (kaldt Freddy), født 1851, sønnen af hans husholderske Lenchen Demuth (1820–1890). Hun havde arbejdet hos familien helt siden 1843. Ungkarlen Engels tog ansvaret for faderskabet - tilsyneladende for at spare Marx for problemer.
Efter Marx' død flyttede Lenchen Demuth ind til Engels og blev hans husholderske. De tog sig i fællesskab af Karl Marx' historiske efterladenskaber. Hun døde af kræft i november 1890, og efter Jennys ønske blev hun begravet i familien Marx' familiegravsted.

## Arven efter Marx
Karl Marx var i sin levetid en relativt ukendt skikkelse uden for de socialistiske kredse, og en del af hans værker blev først udgivet efter hans død. Men derefter begyndte hans tanker at få en stor indflydelse på arbejderbevægelsen i mange lande. I 1917 førte den russiske revolutionen til, at først zaren og senere den provisoriske regering i Rusland blev styrtet, hvilket førte til oprettelsen af Sovjetunionen, der var funderet på marxistiske principper og erfaringerne fra Pariserkommunen.
De marxistiske principper for udviklingen af socialismen blev praktiseret i Sovjetunionen, og på baggrund af erfaringerne i de første år udvikledes den politiske filosofi marxismen-leninismen, som blev virkeliggjort i Sovjetunionen. Forskellige teoretikere mener imidlertid, at marxismen-leninismen ikke har noget med marxisme at gøre, og en del marxister tager afstand fra de styrer i Østeuropa, der hævede at bygge på marxismen-leninismen. Mange nationale befrielsesbevægelser i kolonierne og de halvkoloniale lande blev i 1950'erne, 1960'erne og 1970'erne inspireret af maxismen-leninismen og byggede på marxismen. Befrielsesbevægelserne betød, at den imperialistiske opdeling af verden brød sammen. Mange folkeslag vandt friheden gennem deres kamp mod de imperialistiske stormagters overherredømme.
Mange statsledere, teoretikere, revolutionære, aktivister og politikere har tilkendegivet, at de baserer sig på Marx’ tanker som inspiration for deres aktiviteter. Heriblandt er Vladimir Lenin, Lev Trotskij, Karl Kautsky, Rosa Luxemburg, Josef Stalin, Antonio Gramsci, Josip Broz Tito, Enver Hoxha, Ho Chi Minh, Mao Zedong, Che Guevara, Fidel Castro, Kwame Nkrumah, Tenzin Gyatso (den nuværende Dalai Lama), Daniel Ortega, Hugo Chavez og Prachanda.

## Mindesmærker
Den tyske by Chemnitz bar i årene 1950-1990 navnet Karl Marx-Stadt, og her afsløredes i 1971 en kolossal buste af Marx.
Slotspladsen foran Berliner Stadtschloss i hjertet af Berlin hed i årene 1951-1994 Marx-Engels Platz. Tæt herpå ligger i dag mindeparken Marx-Engel-Forum med en stor statue af de to mænd.
I Berlin står der på væggen ved hovedtrappen i ankomsthallen i Humboldt-universitetets hovedbygning det berømte citat fra Teser om Feuerbach: "Filosofferne har kun fortolket verden forskelligt, men det kommer an på at forandre den." (11. tese)
I forbindelse med Marx' 200 års fødselsdag i maj 2018 afsløredes i hans fødeby Trier en seks meter høj statue af manden, skabt på foranledning af Folkerepublikken Kina af den kinesiske kunstner Wu Weishan.